# 에스칼라드

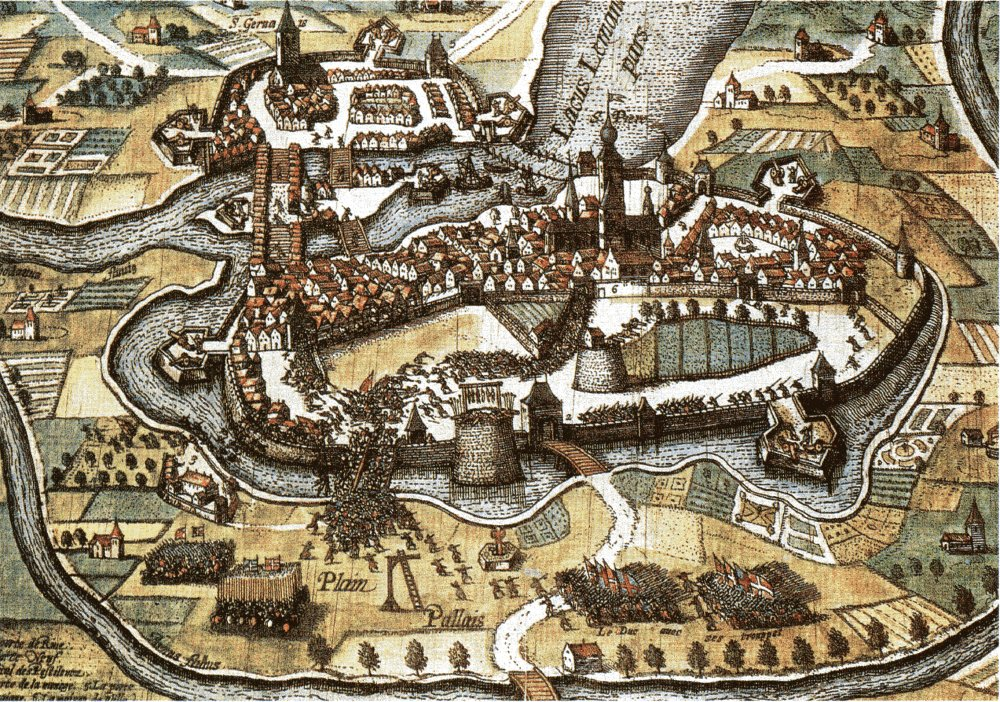
에스칼라드 기념그림

에스칼라드(L' Escalade 또는 Fête de l' Escalade, 방어벽을 기어오는 행위 )는 카톨릭 사보이아 공국이 개신교 도시인 제네바를 정복하려고 시도했던 매우 중요했 공격이었다. 카를로 에마누엘레 1세 디 사보이아 공작이 보낸 군대는 1602년 12월 11일과 12일 전투에서 패배를 하였다. 제네바 성벽을 올라서 시로 들어오는 문을 열려고 시도하였다. 하지만 시민들의 맹렬한 저항과 경고음이 발동되면서 몰래 기어오는 자들의 밧줄을 자르면서 파송된 군대의 공격은 실패로 돌아갔다. 지금도 매년 12 월에 이 기습공격을 승리한 날을 기념하고 있다. 기념 행사는 대개 12월 12일 또는 가장 가까운 주말에 열린다.
사보이 공작 샤를 에마뉘엘 1세가 보낸 사보이 군대는 1602년 12월 11일부터 12일까지 밤에 기습 공격을 시도했지만, 제네바 수비대에 의해 격퇴되었다. 전설에 따르면, 이것은 제네바 시민들, 특히 침략자들에게 끓는 야채 수프를 버리고 마을 사람들에게 경고한 지역 주민 캐서린 샤이넬(라 메르 로얌이라고도 함)의 개별적인 용감한 행동 덕분에 가능했다.

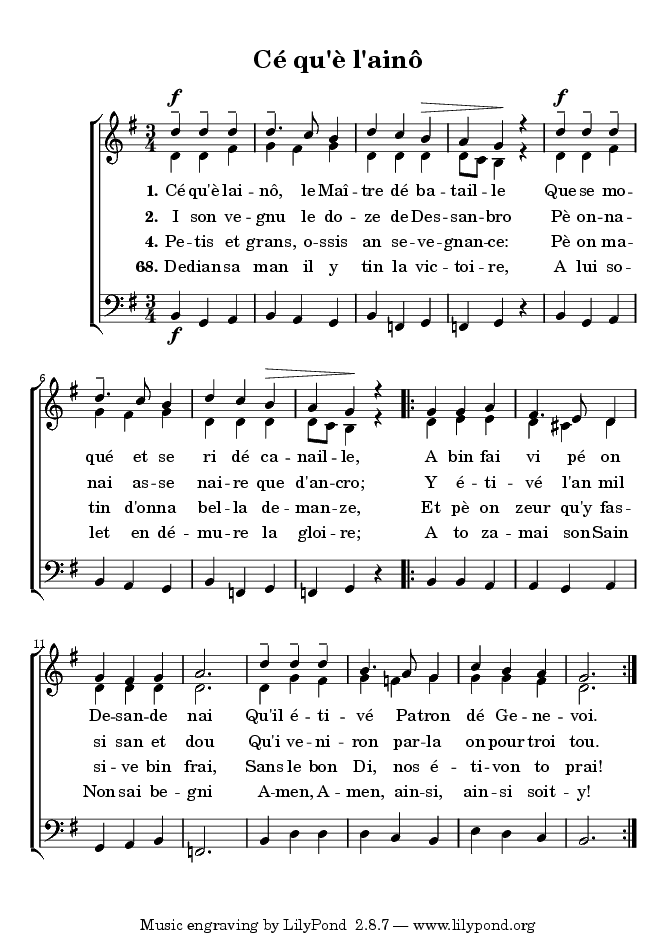
Cé qu'è l' ainô의 음악 악보

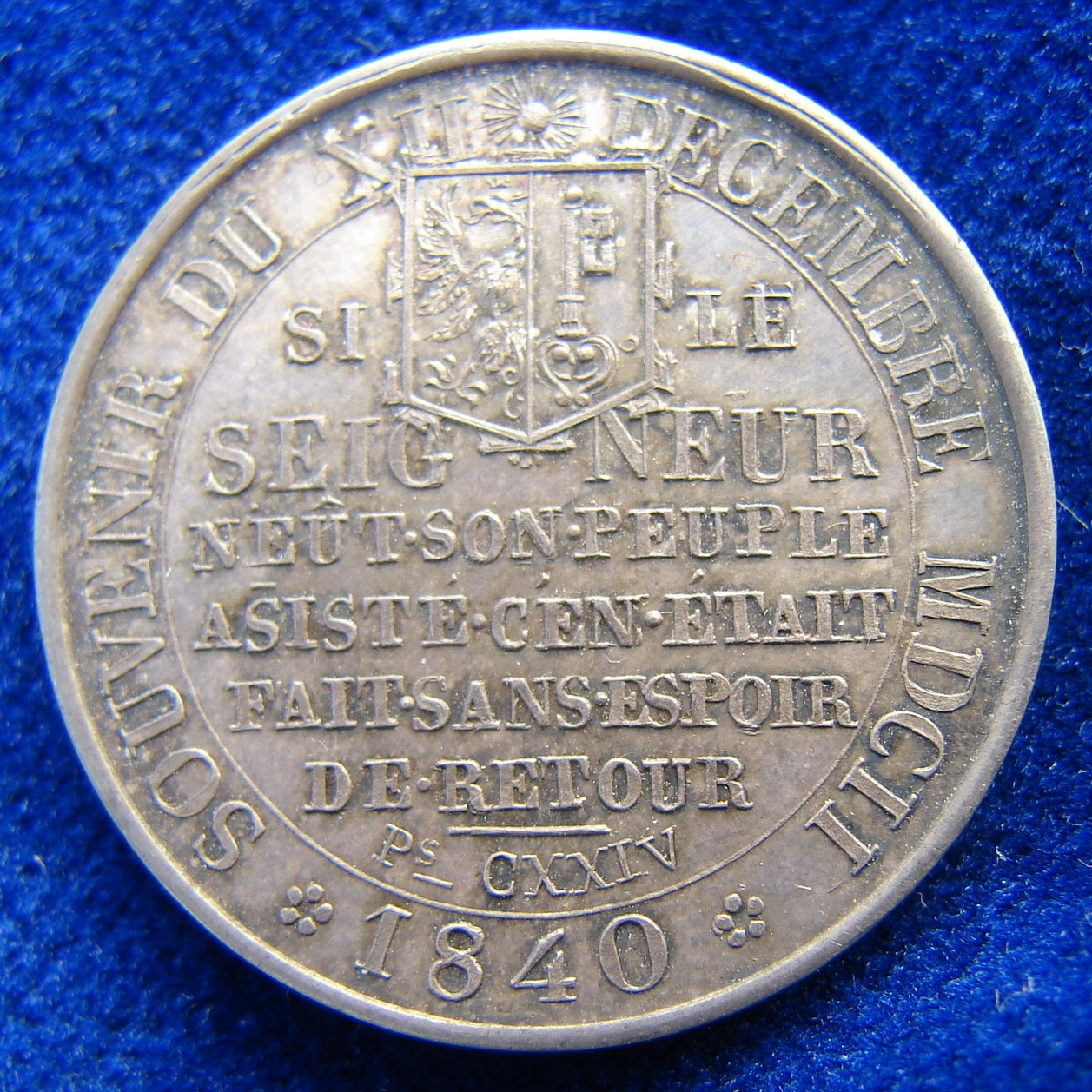
제네바 메달 1840, 1602년 L' Escalade 승리기념, 앞면.

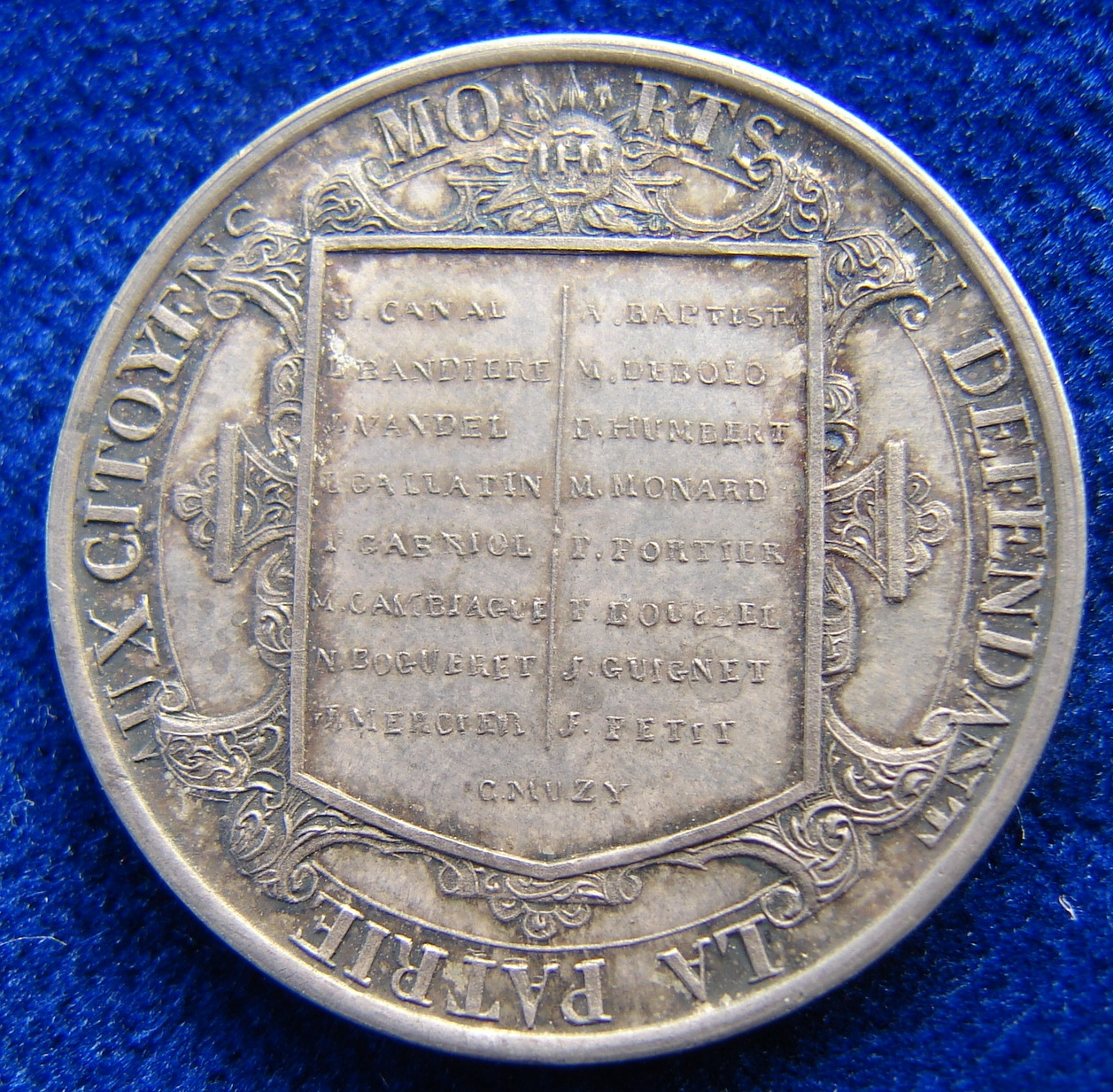
제네바 메달 1840, 1602년 L' Escalade 승리기념, 그것은 전투에서 직접 죽은 Genevois의 17 명의 이름을 보여준다.

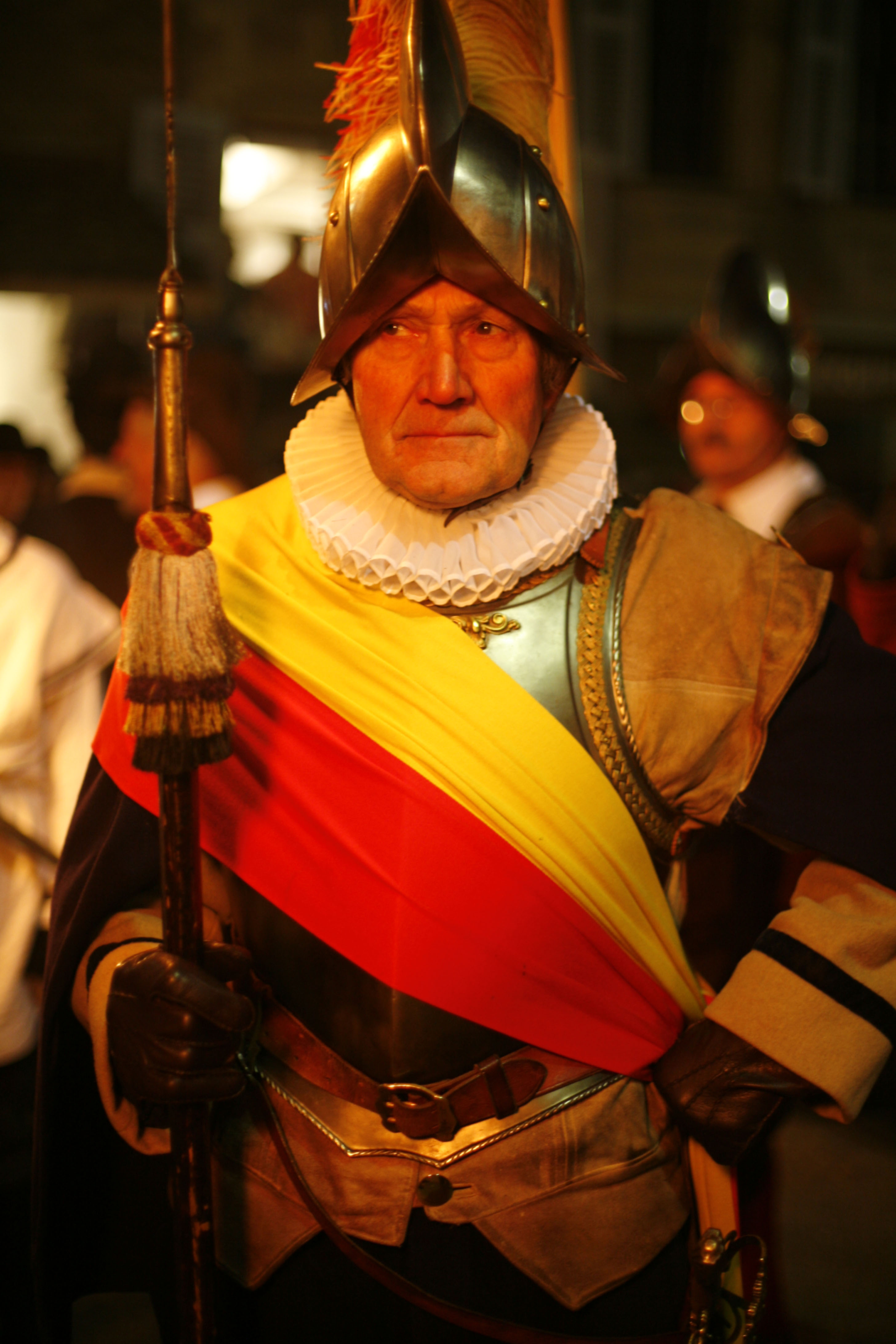
기념 퍼레이드에서 군인

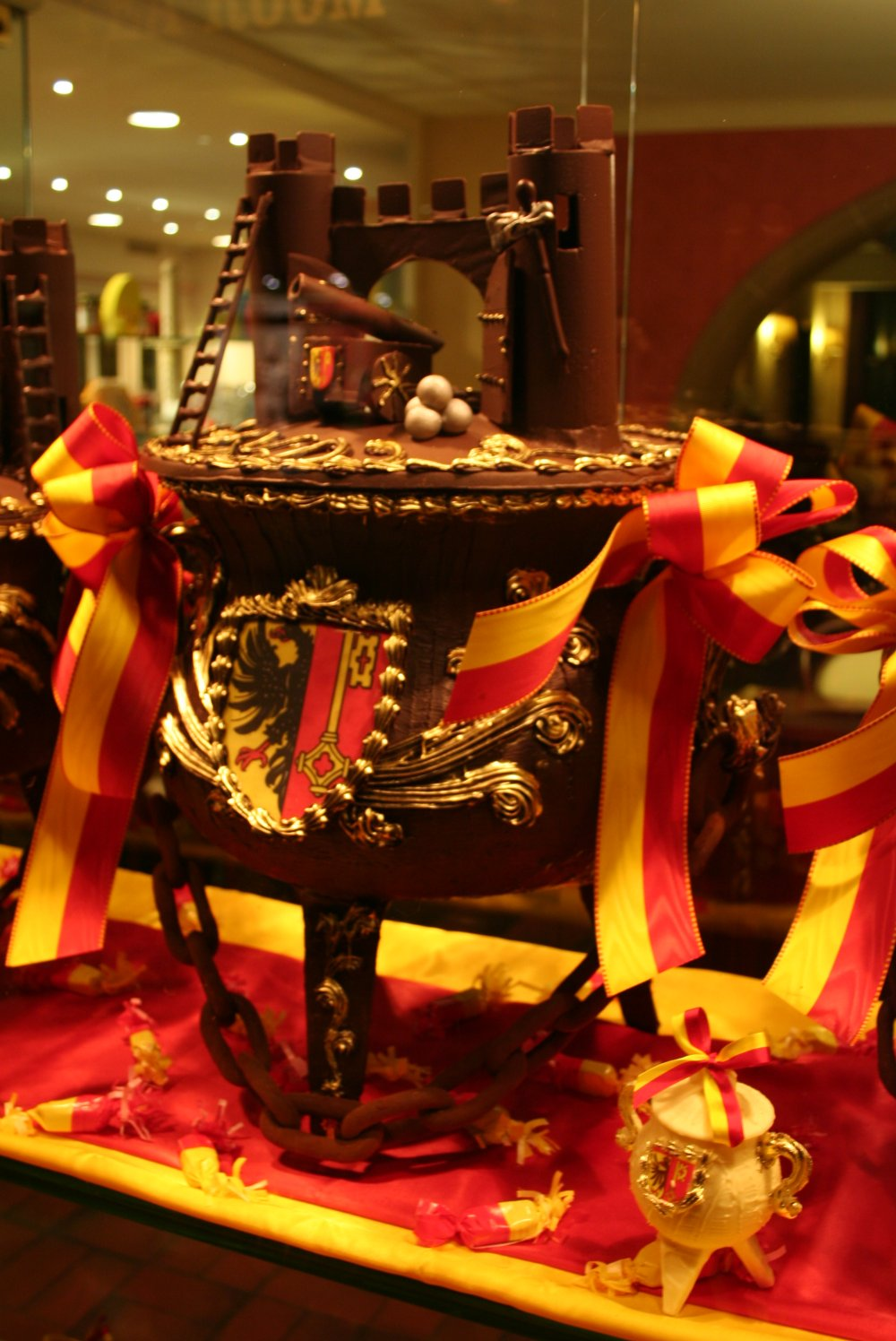
초콜릿 "marmite de l' Escalade"

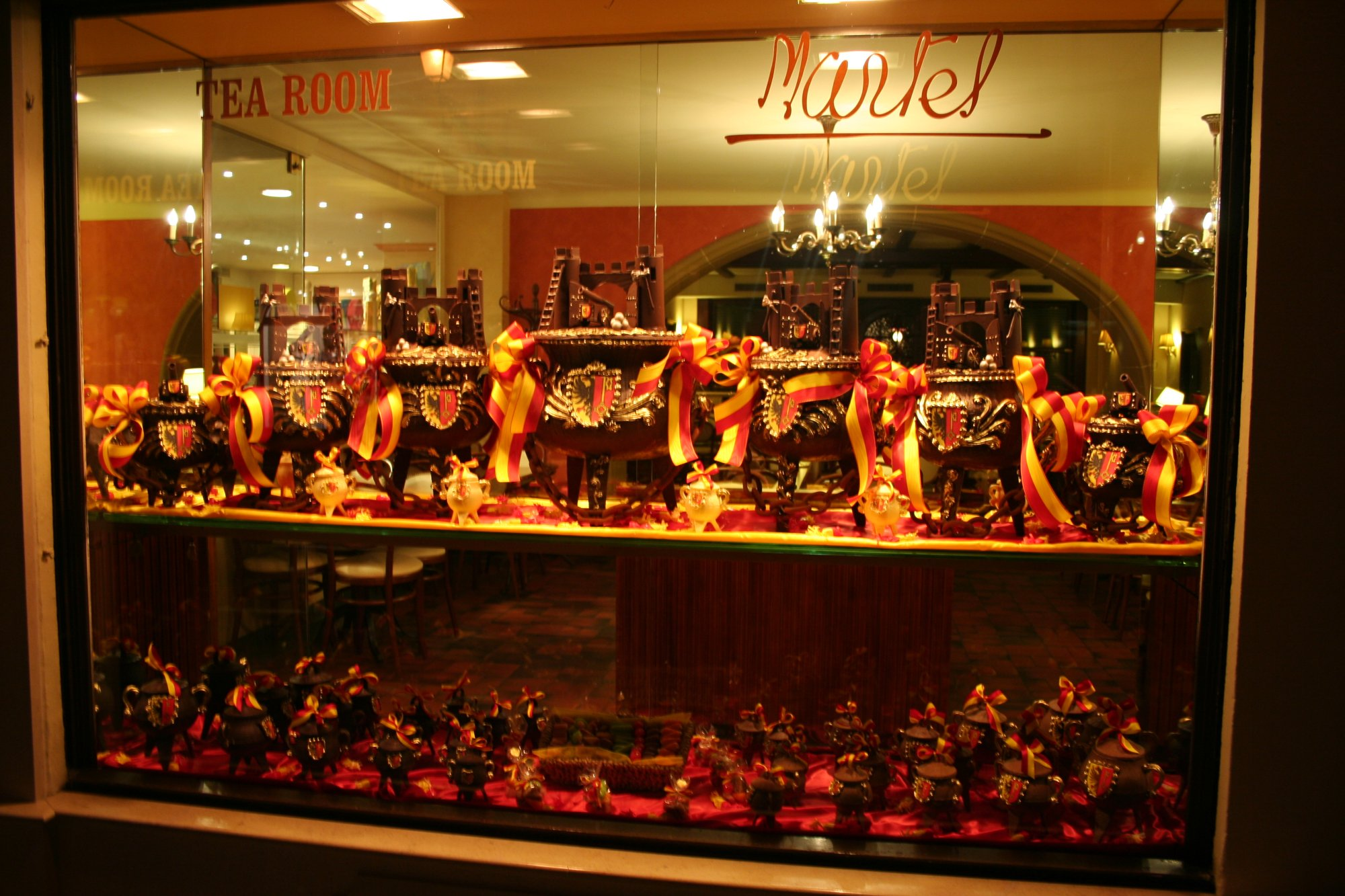
카 루즈에 있는 어느 상점에 있는 초코렛